# Stefanie Bürkle (Landrätin)

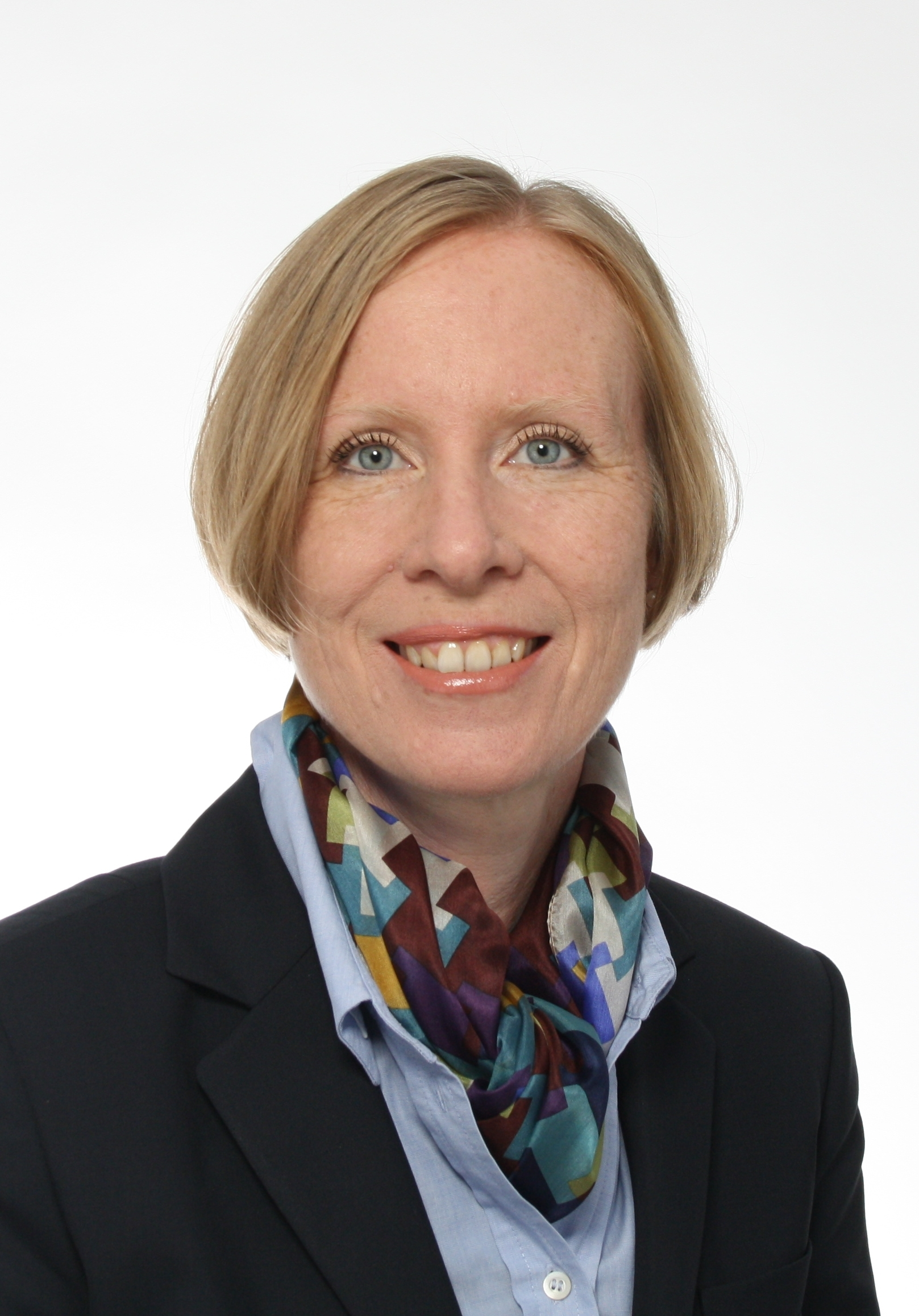
Stefanie Bürkle (2013)

Stefanie Bürkle (* 20. Juli 1969 als Stefanie Angele in Biberach an der Riß) ist deutsche Juristin, Politikerin (CDU) und seit 2014 hauptamtliche Landrätin des Landkreises Sigmaringen.

## Werdegang
Bürkle kam 1969 als einzige Tochter unter vier Kindern von Gertrud (geb. Schmid) und Artur Angele (1935–2014) in Biberach an der Riß zur Welt, wo sie auch aufwuchs. Zwischen 1986 und 1987 besuchte sie im Rahmen eines Stipendiums des Deutschen Bundestages eine High-School in Hattiesburg, Mississippi. 1989 machte sie am Pestalozzi-Gymnasium Biberach Abitur.
Danach studierte Stefanie Bürkle von 1989 bis 1996 an der Eberhard Karls Universität Tübingen Rechts- und Staatswissenschaften. Für ihr Studium erhielt sie eine Begabtenförderung durch die Konrad-Adenauer-Stiftung. Das Erste Juristische Staatsexamen legte Bürkle 1996, das Zweite 1999 ab.
Nach dem Referendariat am Landgericht Ravensburg arbeitete sie von Ende 1999 bis 2001 in der Bezirksstelle für Asyl beim Regierungspräsidium Tübingen. Von 2001 bis 2009 war Bürkle im Landratsamt Biberach tätig: Nach ihren Stationen als Leiterin des Kreisbauamtes sowie als Rechtsamts- und Kommunalamtsleiterin wurde ihr im Juli 2007 die Leitung des Dezernates I mit den Bereichen Gemeinden, Recht, Gesundheit, Kultur, Verkehr und Ordnung übertragen. 2009 wurde sie durch das Land Baden-Württemberg als oberste Dienstbehörde in das Personalreferat im Ministerium für Umwelt, Naturschutz und Verkehr Baden-Württemberg abgeordnet.

## Politische Karriere
Am 15. August 2009 wurde sie Erste Landesbeamtin des Landkreises Biberach und führte zudem das Bau- und Umweltdezernat.
Zwischen 2007 und 2013 war Bürkle Beisitzerin im Landesvorstand der CDU Baden-Württemberg. Seit 2021 ist sie stellvertretende Landesvorsitzende ihrer Partei. 
Bei der Wahl des Kreistags des Landkreises Sigmaringen am 7. April 2014 erhielt sie im ersten Wahlgang 39 von 47 Stimmen. Ihre Gegenkandidaten waren der Erste Landesbeamte im Kreis Lörrach Walter Holderried und der Rechtsanwalt Marco Schiedt aus Pfullendorf. Alle drei Kandidaten waren Mitglieder der CDU. Am 3. Juli 2014 wurde sie offiziell in ihr Amt als Landrätin eingeführt. Zum Zeitpunkt der Amtseinführung war sie somit die erste Landrätin im Regierungsbezirk Tübingen und die dritte Frau in diesem Amt in Baden-Württemberg überhaupt.
Am 7. April 2022 wurde sie von 36 der 41 anwesenden Kreisräte für eine zweite Amtszeit wiedergewählt.

## Weitere Ämter
In ihrer Funktion als Landrätin ist Bürkle auch Vorsitzende des Verwaltungsrats der Hohenzollerischen Landesbank Kreissparkasse Sigmaringen sowie Aufsichtsratsvorsitzende der SRH Kliniken Landkreis Sigmaringen GmbH, der Verkehrsverbund Neckar-Alb-Donau GmbH und der Wirtschaftsförderungs- und Standortmarketinggesellschaft Landkreis Sigmaringen mbH. Zudem ist sie Verbandsvorsitzende des Zweckverbands Oberschwäbische Elektrizitätswerke (OEW), stellvertretende Vorsitzende des Naturparkvereins Obere Donau, Aufsichtsratsmitglied der Hohenzollerischen Landesbahn AG und stellvertretende Vorsitzende der Gesellschaft Oberschwaben für Geschichte und Kultur sowie Aufsichtsratsmitglied der EnBW Energie Baden-Württemberg AG.

## Privates
Die bekennende Christin ist Mutter von zwei Söhnen. Sie ist verheiratet mit Roland Bürkle, dem ehemaligen Bürgermeister der Stadt Bad Wurzach. Ihr Sohn Philipp Bürkle ist seit 2023 Bürgermeister von Ochsenhausen.